# 中西真美
中西 真美（なかにし まみ、1967年8月30日 - ）は、日本の元女優・タレント。本名同じ。
東京都出身。身長161cm、体重48kg。血液型・O型。

## 人物
青木 真美（あおき まみ）の芸名で雑誌モデルや『11PM』のSOS歌劇団で活躍。その後、本名で女優として活動し、1990年に放映された東映制作の特撮テレビドラマ『特警ウインスペクター』ではヒロイン役を務めた。
現在は芸能界を引退しており、結婚して2児の母親である。特技はスキー。
また2021年6月5日に開催した宮内タカユキONLINE LIVE 2021『あれから30年☆Part 2』で久々に登場した。

## 出演

### テレビドラマ
- 特警ウインスペクター（1990年 - 1991年、テレビ朝日） - 藤野純子

### その他のテレビ番組
- 11PM（日本テレビ）
- 天才・たけしの元気が出るテレビ!!（日本テレビ）

### オリジナルビデオ
- 愛という名の銃弾 （1993年、ジャパンホームビデオ）

### CM
- シュアラスター
- ライオン
- エースコック
- 富士フイルム

## 音楽
- 特警ウインスペクター ヒット曲集（挿入歌「燃やせ!瞳を」宮内洋とのデュエット）